# Wal in Vegesack

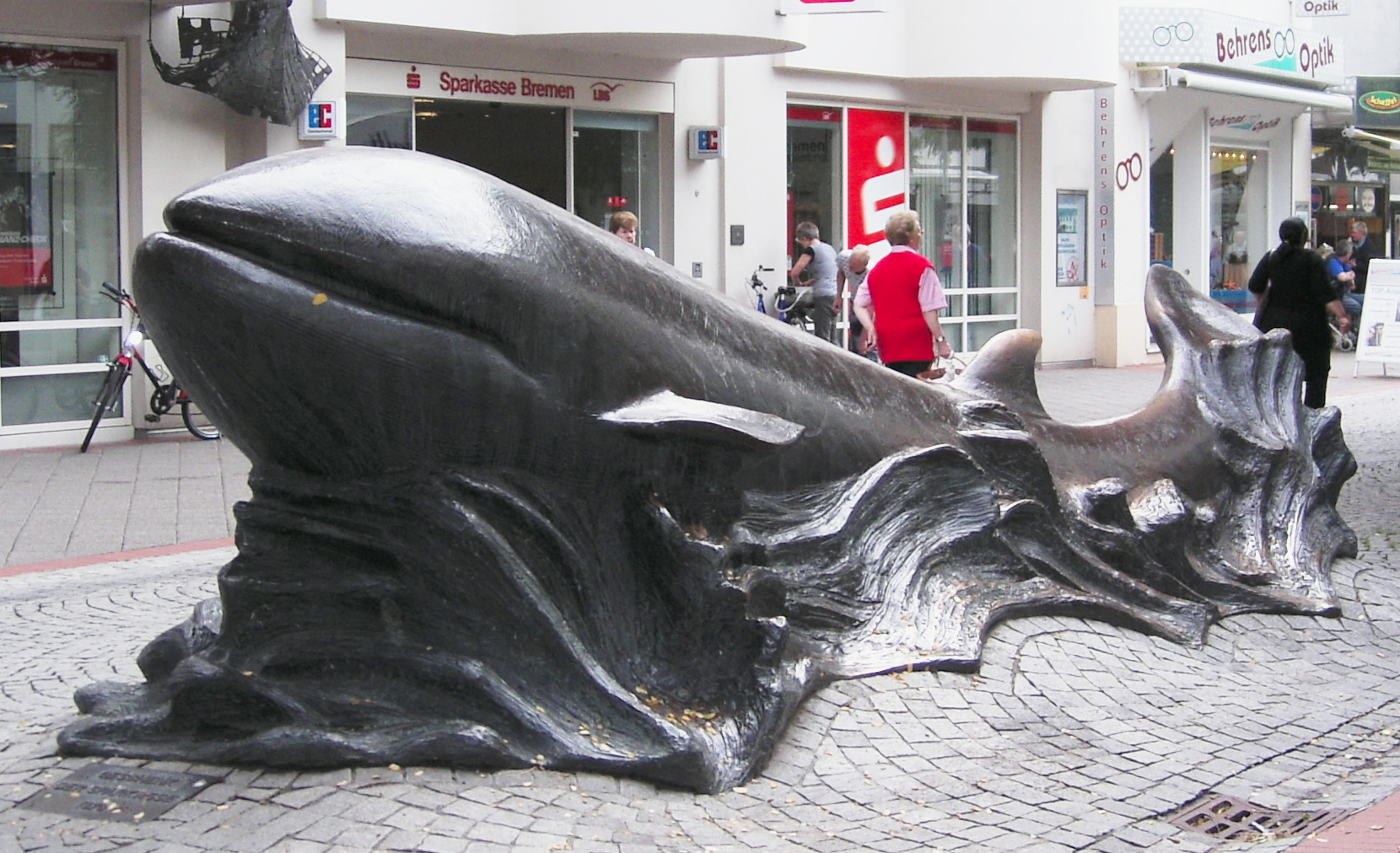
Das Wal-Denkmal in Vegesack

Der Wal in Vegesack ist ein Denkmal in Bremen-Vegesack. Es wurde 1978 in der Fußgängerzone der Gerhard-Rohlfs-Straße aufgestellt und wird in der Liste der Denkmale und Standbilder der Stadt Bremen geführt.

## Denkmal
Das Denkmal aus Bronze wurde von dem Worpsweder Bildhauer Uwe Häßler 1980 entworfen und hergestellt, nach dem hier ab 1975 die erste Fußgängerzone im Stadtteil entstand. Der Wal ist ein Geschenk der Sparkasse Bremen und steht deshalb vor deren Zweigstelle.
Vom Künstler Häßler befinden sich in Bremen auch das Denkmal Wal-Schwanzflosse beim Utkiek.

## Walfang und Vegesack
Die Erinnerungen an die Walfang-Tradition der Walfängerstadt Vegesack wird durch diesen Wal, sowie durch den Wal-Kiefer am Vegesacker Hafen und die Wal-Schwanzflosse auf der Weserpromenade beim Utkiek, gepflegt.
Im 17. Jahrhundert entwickelte sich der Vegesacker Hafen zu einem Stützpunkt für den Walfang in der Arktis. 1653 war hierfür eine bremische Grönland-Compagnie gegründet worden. Ab 1830 baute der Werftbesitzer Johann Lange (1775–1844) seine Schiffsflotte auf. 1837 beantragte er eine Konzession für eine Trankocherei und beteiligte sich am Walfang. 1843 wurde in Vegesack eine Aktiengesellschaft „…zum Zweck der Grönlandfischerei…“ gegründet. Der Walfang in der Arktis wurde bis 1872 betrieben. Das Petroleum als neuer Brennstoff machte die Trangewinnung aus Walen unrentabel.